# Ligne d'eau
Pour les articles homonymes, voir Ligne d'eau (film).
Dans une piscine utilisée pour la pratique de la natation sportive, une ligne d'eau désigne à la fois un couloir délimité par une chaîne de flotteurs en plastique mais également la chaîne en question.

## Natation sportive
Dans une piscine aux normes dites « olympiques », plusieurs règles sont édictées par la Fédération internationale de natation vis-à-vis des lignes d'eau. Ainsi, les couleurs sont réglementées de cette façon :
- Les lignes d'eau 1 et 8 doivent être de couleur verte.
- Les lignes d'eau 2, 3, 6 et 7 doivent être de couleur bleue.
- Les lignes d'eau 4 et 5 doivent être de couleur jaune.

Par ailleurs, les lignes d'eau doivent être d'une largeur de 2,50m. 
Afin de permettre aux nageurs d'anticiper les virages, les 5 mètres de ligne d'eau précédant les murs doivent être de couleur rouge.
Par ailleurs, des flotteurs de couleur distincte doivent être installés à 15 et 25 m des murs pour permettre aux nageurs de se repérer dans la piscine. La largeur des flotteurs est fixée à 15 cm.
Une piscine olympique doit être constituée d'au moins huit lignes d'eau utilisables par les nageurs et deux lignes latérales permettant de limiter les remous. Ces dix couloirs doivent être numérotés de 0 à 9 et seuls les couloirs 1 à 8 sont utilisés en course.

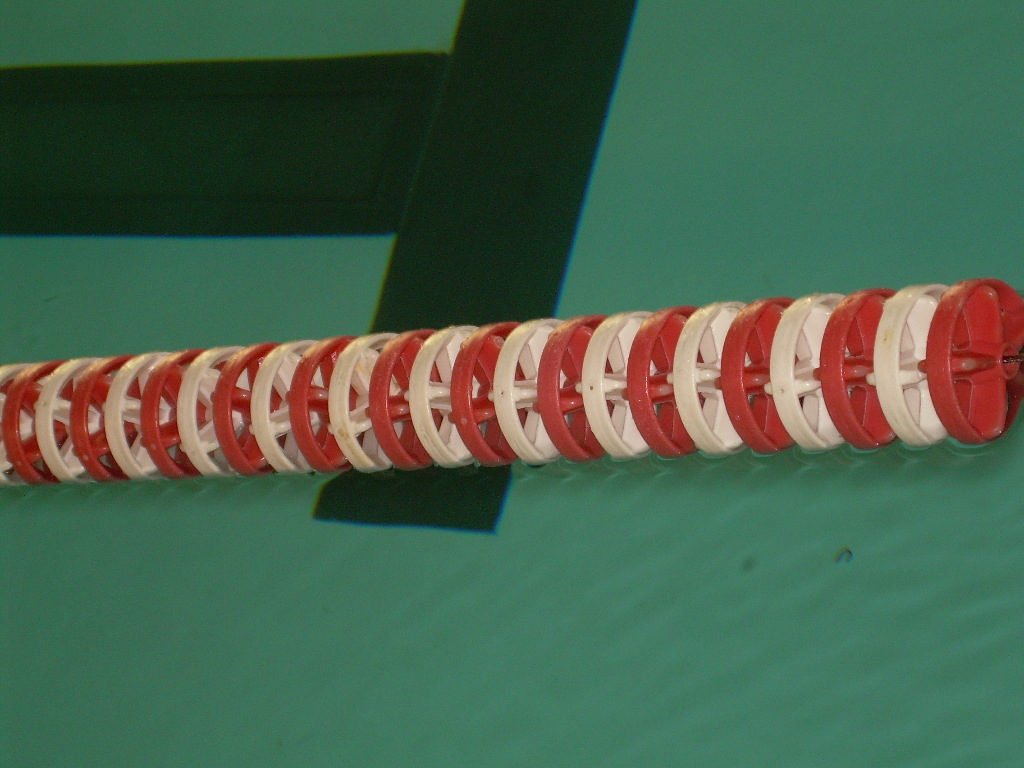
Une ligne d'eau est constituée de flotteurs en plastique
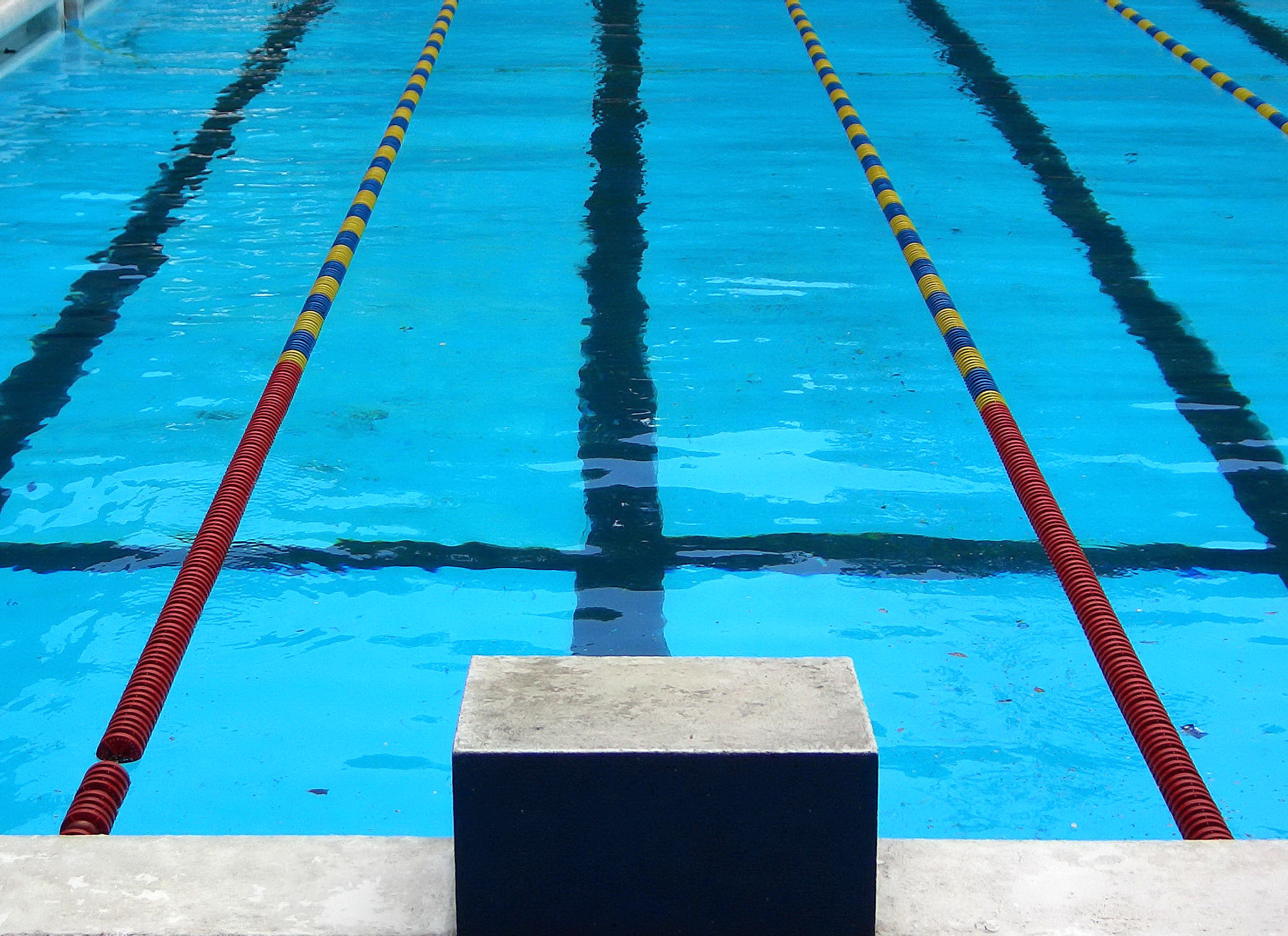
Couloir délimité par des lignes d'eau
Plan d'une piscine olympique aux normes internationales

## Water polo
En water polo, les lignes d'eau constituées de flotteurs en plastique permettent de délimiter la surface de jeu.

## Source
- (en) « Règlement des installations utilisées en natation »(Archive.org • Wikiwix • Archive.is • Google • Que faire ?), site de la Fédération internationale de natation.